# AQuantive
aQuantive, Inc. fue una empresa matriz de un grupo de tres servicios de marketing digital y  empresa de tecnología: Avenue A/Razorfish, Atlas Solutions and DRIVE Performance Solutions.
Con sede en Seattle, Washington, la compañía fue fundada en 1997. Según la revista Advertising Age, en 2005 ocupó el puesto 14 en términos de ingresos entre las agencias de publicidad en todo el mundo. El 18 de mayo de 2007, Microsoft anunció que adquirirá la empresa en 6 mil millones de dólares, por lo que fue la segunda mayor adquisición en la historia de Microsoft después de la compra de Skype por 8.5 mil millones. La adquisición cerró el 10 de agosto de 2007. aQuantive ahora forma parte de Microsoft. aQuantive es ahora Microsoft Advertising and Publisher Solutions (APS) Group. El servicio Avenue A/Razorfish de aQuantive reúne paquetes de publicidad en línea para sus clientes. La compañía también maneja Atlas, un negocio que ofrece software y servicios para la colocación de anuncios digitales. aQuantive tiene otro servicio, DRIVE Performance Solutions, que ayuda a los anunciantes y editores a dirigir sus campañas e inventarios de anuncios.
Logotipo de Microsoft en la entrada al Campus de Redmond.